# Міллпорт (Нью-Йорк)
Міллпорт (англ. Millport) — селище (англ. village) в США, в окрузі Чеманг штату Нью-Йорк. Населення — 301 особа (2020).

## Географія
Міллпорт розташований за координатами 42°16′5″ пн. ш. 76°50′10″ зх. д. / 42.26806° пн. ш. 76.83611° зх. д. (42.268098, -76.836244).  За даними Бюро перепису населення США в 2010 році селище мало площу 0,90 км², уся площа — суходіл.

## Демографія
Згідно з переписом 2010 року, у селищі мешкало 312 осіб у 123 домогосподарствах у складі 79 родин. Густота населення становила 346 осіб/км².  Було 140 помешкань (155/км²).
Расовий склад населення:
| - 96,2 % — білих - 1,3 % — корінних американців - 0,3 % — чорних або афроамериканців |

До двох чи більше рас належало 2,2 %. Частка іспаномовних становила 1,0 % від усіх жителів.
За віковим діапазоном населення розподілялося таким чином: 24,0 % — особи молодші 18 років, 63,2 % — особи у віці 18—64 років, 12,8 % — особи у віці 65 років та старші. Медіана віку мешканця становила 39,8 року. На 100 осіб жіночої статі у селищі припадало 98,7 чоловіків;  на 100 жінок у віці від 18 років та старших — 99,2 чоловіків також старших 18 років.
Середній дохід на одне домашнє господарство  становив 51 033 долари США (медіана — 45 000), а середній дохід на одну сім'ю — 54 432 долари (медіана — 45 625). Медіана доходів становила 48 250 доларів для чоловіків та 29 688 доларів для жінок. За межею бідності перебувало 19,0 % осіб, у тому числі 32,2 % дітей у віці до 18 років та 5,3 % осіб у віці 65 років та старших.
Цивільне працевлаштоване населення становило 144 особи. Основні галузі зайнятості: освіта, охорона здоров'я та соціальна допомога — 25,7 %, мистецтво, розваги та відпочинок — 16,0 %, виробництво — 14,6 %.